# Jardí de les Hespèrides
El Jardí de les Hespèrides fou un lloc mitològic situat, segons alguns, en els límits d'Occident; segons d'altres, més enllà del deserts de Líbia o bé al llunyà nord; sempre més enllà dels límits coneguts, on només els herois s'aventuraven a la recerca de la immortalitat. En aquest jardí propietat de la deessa Hera, hi vivien les nimfes hespèrides i l'arbre de la vida amb les "pomes daurades", fruits preuats que atorgaven la immortalitat. Hera hi va ubicar Ladó, un drac de cent caps que mai no dormia, perquè guardés les preuades pomes.
Un dels treballs que el rei Euristeu encarregà a Hèracles fou apoderar-se de les pomes. L'heroi ho aconseguí després de matar el drac (o, segons d'altres, el mateix Atles les anà a collir mentre Hèracles sostenia la volta del cel en lloc seu). Més endavant, Atena va tornar les pomes al jardí de les Hespèrides.

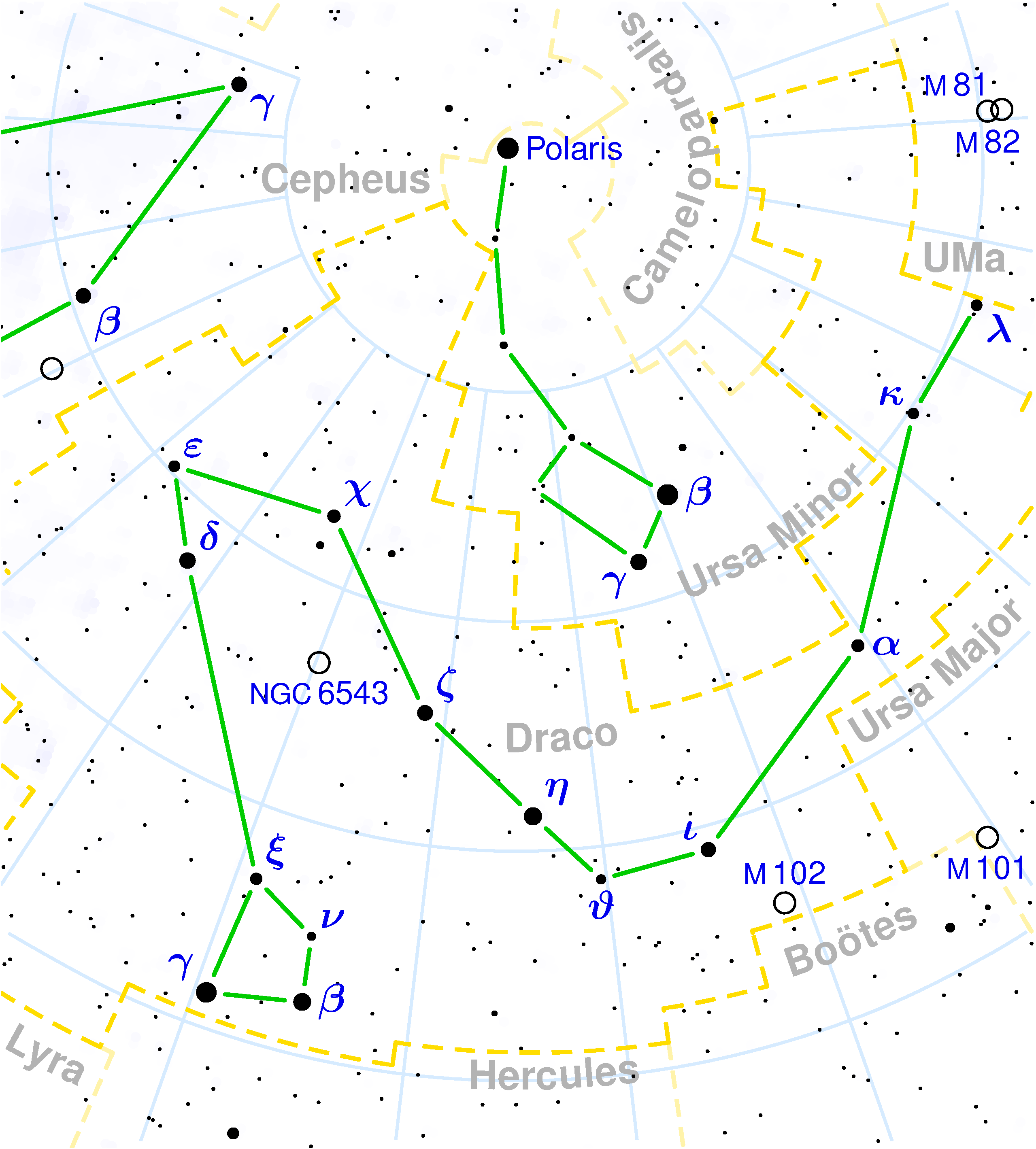
Constel·lació del Dragó

L'origen d'aquest mite, el trobem en l'astrologia. Just sobre la constel·lació de la Lira, hi ha l'Ossa Menor, que només va ser considerada una constel·lació passat el segle vi aC, moment en què es va pensar que era com un osset. Fins aleshores, s'havia considerat que eren set germanes, en concret les hespèrides, que també van formar l'ala de la constel·lació del Dragó.
La constel·lació de l'Ossa Major queda entre l'Ossa Menor i l'eclíptica de la Lira. En temps antics, s'hi va pensar com en un pomer, i eren els seus tres fruits les estrelles més brillants, en el que avui es considera la cua de l'os. Entre l'Ossa Menor i l'Ossa Major, hi ha la constel·lació del Dragó, que sembla estar protegint les «pomes» de l'Ossa Major i queda com la línia frontal sota la qual hi ha les estrelles de l'Ossa Menor. El Drac mira amenaçador cap al Sol quan aquest està en Lira.